# Вавилон нашей эры
«Вавило́н на́шей э́ры» (англ. Babylon A.D.) — фантастический боевик, снятый режиссёром Матьё Кассовицем по роману Мориса Дантека «Дети Вавилона» совместного производства Франции, Великобритании и США. В главных ролях снялись Вин Дизель, Мишель Йео и Мелани Тьерри. Премьера в США состоялась 29 августа 2008 года.

## Сюжет
В 2027 году после опустошающей войны (в фильме не говорится, кого с кем) мир разделился на две части: западное полушарие и восточное. В западном (с лидером — США) экономический и технологический подъём, а в восточном (с лидером — Россией) царит разруха и хаос. Население погрязло в нищете и бежит в поисках лучшей жизни в другие уголки планеты. Больше всех на этой войне нажились США, куда все люди мира и пытаются по возможности попасть. Но сделать это не так просто — все связи и дипломатические отношения между двумя частями планеты разорваны, а сами полушария разделены демилитаризованной зоной, которую охраняют беспилотные боевые модули, расстреливающие даже безобидных белых медведей.
Наёмнику Туропу (Вин Дизель), за былые грехи лишённому возможности вернуться домой в США и прозябающему где-то на территории некой «Новой Сербии», поступает заманчивое предложение от главаря «русской мафии» Горского (Жерар Депардьё). Он предлагает «солдату удачи» доставить девушку по имени Аврора (Мелани Тьерри), всю жизнь прожившую в монастыре секты ноэлитов, находящегося в Киргизии, и сопровождающую её монахиню Ребекку (Мишель Йео) в Нью-Йорк. Если тот выполнит поручение за 6 дней, то получит не только крупную сумму денег, но и возможность вернуться на свою родину — в США, с новым паспортом, и начать жизнь «с чистого листа». Ничего не зная о своих спутницах, он должен преодолеть тяжёлый и опасный путь: на бронепоезде из радиоактивного казахстанского Троицка в наводнённый беженцами Владивосток, а оттуда — на бывшей советской подлодке, используемой местными контрабандистами, через Берингов пролив — в Канаду.
Сначала наёмник полагает, что Аврора — «игрушка» для богатого американского плейбоя, купившего её через интернет, затем, что она носитель опасного вируса, и раздумывает, не убить ли её. В ходе совместной поездки Туроп понимает, что Аврора наделена сверхъестественными способностями: она полиглот, целитель и может предугадывать будущее. Постепенно он проникается симпатией к девушке. По прибытии в Нью-Йорк Туроп и его спутницы узнают, что монастырь, в котором Аврора провела все свои годы жизни, был взорван вместе со всеми монахинями сразу после их отъезда. Кроме того, выясняется что Аврора беременна двойней, которую она бессеменно зачала подобно Деве Марии.
К отелю, в котором они остановились, стягиваются последователи секты и люди Горского. Туроп решает не отдавать девушку «адресату» — настоятельнице «Церкви ноэлитов», которой Аврора и её дети нужны как пиар-проект, призванный увеличить стоимость акций секты и количество последователей с 250 млн до 2 млрд, что позволит им стать полноценной религией. На выходе из отеля он вступает в перестрелку с посланниками ноэлитов и боевиками Горского, в ходе которой Ребекка погибает. В конце перестрелки с боевиками секты Аврора стреляет в Туропа, спасая его от ракеты, наводящейся на пеленгатор, активный только пока Туроп жив. После двухчасовой клинической смерти Туропа возвращает к жизни таинственный доктор Артур Дарквандир, представившийся «отцом» Авроры.
Девушка оказывается представительницей новой расы людей. Доктор Дарквандир создал её 20 лет назад по заказу секты. Её мозг — органический суперкомпьютер со всеми знаниями человечества. Когда доктор передумал расставаться с девочкой, которую стал считать своей дочерью, сектанты выкрали её у него, а его самого попытались убить. Он просит Туропа помочь отыскать её, для чего ему нужно проникнуть в его память с помощью новейших компьютерных технологий. Из воспоминаний Туропа удаётся установить, что Аврора после убийства Туропа произносит фразу: «Иди домой». Последователи секты, которых направляет настоятельница, предпринимают поиски Авроры, но Туроп успевает опередить их — он находит девушку на старой родительской ферме, где провёл своё детство, в сельской глубинке, недалеко от канадской границы.
Проходит 6 месяцев. На свет появляются близнецы, но Аврора в соответствии с заложенной в неё генетической программой, умирает в момент их рождения. Детей она оставляет на попечение Туропа.

## В ролях
| Актёр             | Роль                             |
| ----------------- | -------------------------------- |
| Вин Дизель        | Туроп                            |
| Мелани Тьерри     | Аврора                           |
| Мишель Йео        | сестра Ребекка                   |
| Жерар Депардьё    | Горский                          |
| Шарлотта Рэмплинг | настоятельница «Церкви ноэлитов» |
| Ламбер Вильсон    | доктор Артур Дарквандир          |
| Марк Стронг       | Финн                             |
| Жером Ле Банне    | Килла                            |
| Дмитрий Воронков  | Лелуш                            |

## Критика
Режиссёр Матье Кассовиц заявил, что очень недоволен своим фильмом «Вавилон нашей эры» («Babylon A.D.»). По словам режиссёра, продюсеры студии 20th Century Fox не оставили ему ни единого шанса снять приличный фильм. 20th Century Fox перемонтировала «Вавилон нашей эры», сократив хронометраж ленты со 160 до 90 минут. В результате их вмешательства, по словам Кассовица, в фильме осталось лишь «чистое насилие и тупость».